# Theophilus Van Kannel
Theophilus Van Kannel, né en 1841 à Philadelphie, Pennsylvanie (États-Unis), et mort à New York le 24 décembre 1919 à Cincinnati, est un ingénieur américain, particulièrement connu pour avoir inventé la porte tambour, invention brevetée le 7 août 1888. Van Kannel, qui a été, en 1889, distingué pour cette invention par le Franklin Institute, fonde la Van Kannel Revolving Door Company (« Société Van Kannel de portes tambour »), laquelle est finalement rachetée en 1907 par la société sidérurgique International Steel Company, société-mère de International Revolving Door Comany (« Société internationale des portes tambour »). 
Il est également l'inventeur du manège Witching Waves, introduit à Luna Park, Coney Island, en 1907.
À sa mort d'une crise cardiaque, Theophilus Van Kannel, qui n'avait pas de famille connue, est enterré au cimetière West Park à Cleveland (Ohio).